# Акцент (телерадіокомпанія)
 Телерадіокомпанія «Акцент» — український телевізійний канал, що зареєстрований у місті Лисичанську.

## Власники
До 2010 року ТРК «Акцент» була комунальним підприємством, що належало Лисичанській міській раді. У листопаді 2010 року, коли мером Лисичанська був Сергій Дунаєв, комунальне підприємство було ліквідовано, його правонаступником стало ТОВ «ТРК «Акцент». За даними єдиного державного реєстру, 51 % статутного капіталу володіє Лисичанська міська рада, а 49 % — ТОВ «Енергетична інвестиційна компанія», яка через афілійовані компанії належить народному депутату України Сергію Дунаєву та членам його родини.

## Історія

### «Контакт»
У 1991 році в Лисичанську запрацював 33-й дециметровий телеканал, на якому почала свою роботу телекомпанія «Контакт», що входила в структуру АТ «РЕЗЕРВ» Лисичанської міської ради, очільником якої став Володимир Владимиров — досвідчений журналіст, колишній головний редактор міської газети «Новый путь». Використовуючи два відеомагнітофони стандарту VHS, робітники телестудії створювали свої роботи. Завдяки вільному доступу до приватних відеотек — у ефірі демонструвалися відеофільми. Передачі були експериментальними, мовлення починалося о 18 годині. Це був час становлення регіонального телебачення.
Велику роль у становленні телебачення зіграла проголошена разом з незалежною Україною — демократія і гласність. На екрани телевізорів виносилися гострі проблеми того часу. Випуски новин розповідали про події, що траплялися в місті. Левову частку ефіру займали авторські програми. На той час у складі колективу було 15 осіб.
90-ті стали роками боротьби за авторське право і ліцензування відеофільмів, що виходили в ефір. Розв'язання цієї проблеми було знайдено завдяки укладеній угоді з телеканалом СТБ щодо ретрансляції фільмів і програм у регіоні.

### ТРК «ЛиНОС ТВ»
У середині 90-х років 4 робітники міського телебачення (Олександр Потупало, Валерій Кіхтенко, Еміль Гасанов, Геннадій Корольов) переходять на Лисичанський НПЗ, на базі якого відкривається цех № 72 — ТРК «ЛиНОС ТВ». Починається висвітлення роботи заводу. Незабаром через складний економічний стан у країні, міський канал переходить під управління ЛиНОС і становиться цехом № 72 «ЛиНОС ТВ». В ефірі з'являється новий бренд міського телебачення під назвою «ЛиНОС ТВ».

### ТРК «Акцент»
Наприкінці 90-х років криза обійшла всі виробничі підприємства. Телеканал «ЛиНОС ТВ» опинився в складній ситуації. Міська редакція радіомовлення також була виведена зі складу обласної державної телерадіокомпанії.
Міський голова Валерій Бондаренко, розуміючи необхідність розвитку в місті телебачення, виступив з ініціативою створення комунального підприємства — телерадіокомпанії. Незабаром телекомпанія «ЛиНОС ТВ» відмовилася від орендованої ліцензії на право мовлення на 33-му дециметровому каналі, який, згідно діючого законодавства, було виставлено на конкурс.
Лисичанська міська рада своїм рішенням № 144 від 29 лютого 2000 року створює Лисичанську міську телерадіокомпанію зі статусом юридичної особи. Другим пунктом цього рішення була реорганізована Лисичанська міська редакція радіомовлення шляхом приєднання до Лисичанської міської телерадіокомпанії. Також було затверджено Статут підприємства і назначено очільника — Світлану Шиманську, яка працювала редактором міського радіо. Перша телепередача вийшла в ефір 8 березня 2001 року.
Для роботи телерадіокомпанії було придбано телевізійне обладнання — нові цифрові відеокамери, комп'ютерні станції нелінійного монтажу, графічна станція для створення телевізійної графіки. Влада міста надала двоповерхове приміщення, що знаходилося за 400 м від радіотелевізійного центра, де у свій час знаходилися «Контакт» і «ЛиНОС ТВ». Ефірна апаратна була з'єднана з передаючим комплексом кабелем, що дало можливість не зупиняти прямі ефіри.
У 2007 році ТРК «Акцент» транслювала в ефірі щотижневі розіграші призів серед читачів незалежного суспільно-політичного новинного і аналітичного інтернет-видання «Час Пік».
Проблемою в роботі ТРК «Акцент» залишалися кадри. Багато хто, бажаючи працювати на телебачення, маючи спеціальність Програміст вчилися комбінованому комп'ютерному відеомонтажу; вчителі — бути репортерами; музики — звукорежисерами. Колектив об'єднувала спільна ідея і прагнення професійного зросту.

### 2009—2013
У 2009 році ТРК «Акцент» подовжила до 2016 року ліцензію на право мовлення, згідно якій телеканал носить інформаційно-розважальний характер.
П'ять працівників телеканалу є членами Національної спілки журналістів України.
У 2010 році міський голова Сергій Дунаєв виступив з ініціативою оновлення студії — був зроблений ремонт, замінене студійне світло на сучасне «холодне». Для залучення інвестицій і подальшого розвитку телеканала Лисичанська міська рада узяла рішення про реорганізацію комунального підприємства — КП "ТРК «Акцент» в товариство з обмеженою відповідальністю — ТОВ "ТРК «Акцент». Було призначеного нового очільника — Наталю Ізразцову, і головного редактора — Ігора Непораду. Змінився формат мовлення, з'явилися нові телепроєкти, було оновлено дизайн і оформлення телеканала, створені нові декорації.
Влітку 2011 року компанія узяла участь у конкурсі на право мовлення в цифровому форматі й отримала відповідну ліцензію. А 23 серпня 2012 року почала мовлення в цифровому форматі.

## Логотип
Логотип телеканалу було запропоновано міським художником[яким?] — велика золотиста літера «А» і маленькі літери «ТВ». Цей знак було зареєстровано логотипом компанії. Новий логотип ТРК «Акцент» використовується в ефірі з 2015 або з 2016 року.[джерело?]